# Technique
Az 1989-es Technique a New Order ötödik nagylemeze. Ez volt az első New Order-album, amely a brit albumlista élére került. Az első kislemez, a Fine Time a 11. helyig jutott a kislemezlistán. A Round & Round és Run dalok újrakevert változata is megjelent kislemezen. Mindhárom dalhoz videóklip készült.
Az album szerepel az 1001 lemez, amit hallanod kell, mielőtt meghalsz című könyvben.

## Az album dalai
|    | Cím             | Szerző(k) | Hossz |
| -- | --------------- | --------- | ----- |
| 1. | Fine Time       | New Order | 4:42  |
| 2. | All the Way     | New Order | 3:22  |
| 3. | Love Less       | New Order | 2:58  |
| 4. | Round & Round   | New Order | 4:29  |
| 5. | Guilty Partner  | New Order | 4:44  |
| 6. | Run             | New Order | 4:29  |
| 7. | Mr. Disco       | New Order | 4:20  |
| 8. | Vanishing Point | New Order | 5:15  |
| 9. | Dream Attack    | New Order | 5:13  |

## Közreműködők
- Bernard Sumner – ének, gitár, melodika, szintetizátor, programozás
- Peter Hook – négy- és hathúros basszusgitár, elektromos ütőhangszerek, szintetizátor, programozás
- Stephen Morris – dob, szintetizátor, programozás
- Gillian Gilbert – szintetizátor, programozás, gitár
- New Order – producer
- Michael Johnson – hangmérnök
- Richard Chappell – hangmérnökasszisztens
- Aaron Denson – hangmérnökasszisztens
- Richard Evans – hangmérnökasszisztens
- Trevor Key – borítóterv
- Alan Meyerson – keverés
- Peter Saville – borítóterv

## Fordítás
Ez a szócikk részben vagy egészben a Technique (album) című angol Wikipédia-szócikk ezen változatának fordításán alapul.  Az eredeti cikk szerkesztőit annak laptörténete sorolja fel. Ez a jelzés csupán a megfogalmazás eredetét és a szerzői jogokat jelzi, nem szolgál a cikkben szereplő információk forrásmegjelöléseként.